# Arctia syriaca
Arctia syriaca är en fjärilsart som beskrevs av Charles Oberthür 1911. Arctia syriaca ingår i släktet Arctia och familjen björnspinnare. Inga underarter finns listade i Catalogue of Life.